# Piaski (miasto)
Piaski (dawniej Piaski Luterskie lub Piaski Wielkie) – miasto w Polsce położone w województwie lubelskim, w powiecie świdnickim. Siedziba gminy miejsko-wiejskiej Piaski. Przez miasto przepływa rzeka Giełczew.
Według danych GUS z 31 grudnia 2019 r. Piaski liczyły 2573 mieszkańców.

## Położenie
Pod względem historycznym Piaski położone są na Lubelszczyźnie (początkowo w ziemi sandomierskiej, a następnie w ziemi lubelskiej). W latach 1975–1998 miasto administracyjnie należało do województwa lubelskiego. Obecnie stanowi część aglomeracji lubelskiej.
Według regionalizacji fizycznogeograficznej Polski Piaski znajdują się na Wyniosłości Giełczewskiej oraz częściowo na Płaskowyżu Świdnickim.

## Historia
W latach 1573–1642 w mieście istniał zbór ariański, którego pastorem był słynny Marcin Krowicki. W 1642 r., krótko po powołaniu na ministra zboru Andrzeja Wiszowatego, Adam Suchodolski zamknął zbór. W 1649 r. Suchodolski, kalwinista, wybudował kościół dla swojego wyznania. Pod patronatem Suchodolskich Piaski Wielkie, zwane wtedy Luterskimi wyrosły na centrum ewangelicyzmu w Lubelskiem. W 1783 r. patron Teodor Suchodolski wystawił nowy, murowany budynek kościoła, którego ruiny przetrwały do dzisiaj. Po sprzedaniu Piask przez rodzinę Suchodolskich, parafię kalwińską zlikwidowano w 1849 r.
W okresie I wojny światowej miasto zostało poważnie zniszczone. W zestawieniu opracowanym przez Henryka Wiercieńskiego podano liczbę 93 zniszczonych nieruchomości (z 259 istniejących), a w zestawieniu statystycznym Limanowskiego podana była zbliżona liczba zniszczonych nieruchomości: 90 na 266 (tj. 33,8%). Według relacji naocznego świadka (reportaż Siedleckiego Z ziemi lubelskiej): „Cała środkowa część miasta spalona; wypalone do dna domy piętrowe, stawiane z miejscowego kamienia; nawet z okien piwnicznych musiały się wydostać płomienie bo czarne i pokruszone ich obramowania. Cała główna ulica wygląda dziwnie przejrzyście, bo puste okna przepuszczają światło nieba, a przez wypalone bramy widać wskroś zrujnowanych domów głębokie szeregi takich samych ruin zajmujących ogromną przestrzeń”.
Do 1939 r. żyła w Piaskach duża społeczność żydowska. Podczas okupacji Niemcy utworzyli tutaj getto. Obok miejscowych Żydów byli w nim osiedlani Żydzi wypędzeni z Niemiec (w tym z Berlina, Monachium i Szczecina), a także z Lublina, Krakowa oraz Protektoratu Czech i Moraw. Przez getto w Piaskach przeszło łącznie około 11 tys. osób. Niemal wszystkie zmarły na skutek głodu i chorób lub zostały zgładzone w obozach śmierci w Bełżcu i Sobiborze.
Kościół został spalony w okresie II wojny światowej – w wyniku odbudowy utracił cechy stylowe.
Do lat 80. XX w. w Piaskach odbywały się znane w całym regionie, cotygodniowe targi końskie. Obecnie odbywają się w każdą środę. Miejscowość jest również znana z tzw. flaków piaseckich – jest to specjalny przepis przyrządzania flaków. Obecnie podawane w kilku restauracjach.

## Turystyka

### Zabytki
- Dom organisty z przełomów XIX i XX wieku,
- Rogatka z XIX wieku,
- Kościół Podwyższenia Krzyża Świętego,
- Barokowa wieża dzwonnicy z 2 poł. XVIII wieku (obecnie nieznacznie zmodernizowana).
- Ruiny zboru kalwińskiego z 1783–1785 roku,
- Stary cmentarz żydowski,
- Nowy cmentarz żydowski.

### Inne obiekty
- Pomnik poświęcony pamięci ostatniego partyzanta Józefa Franczaka,
- W Piaskach znajduje się maszt radiowo-telewizyjny o wysokości 342 metrów (bez górnej anteny nadawczej o wysokości około 25 metrów).

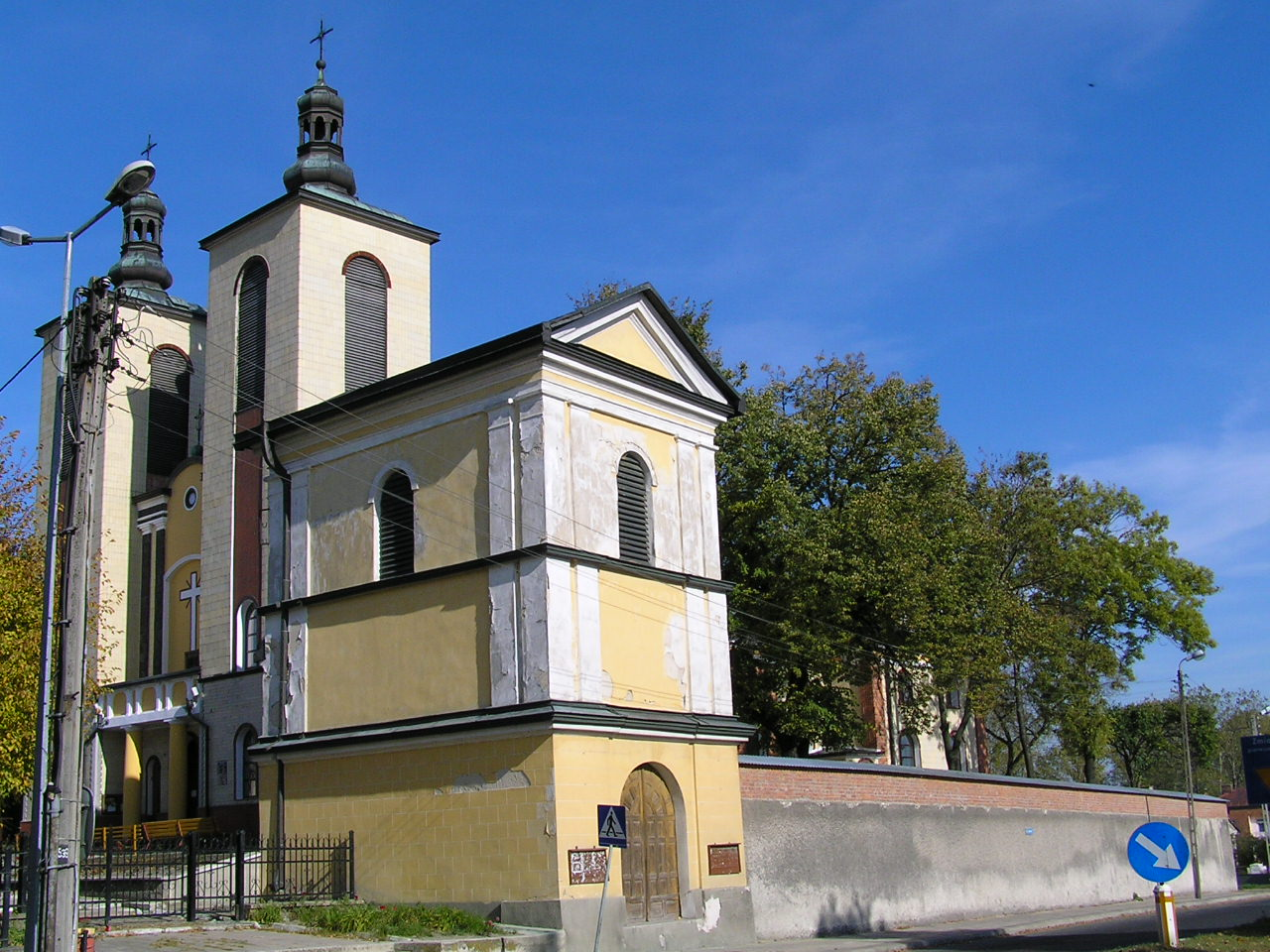
Kościół Podwyższenia Krzyża Świętego wraz z dzwonnicą
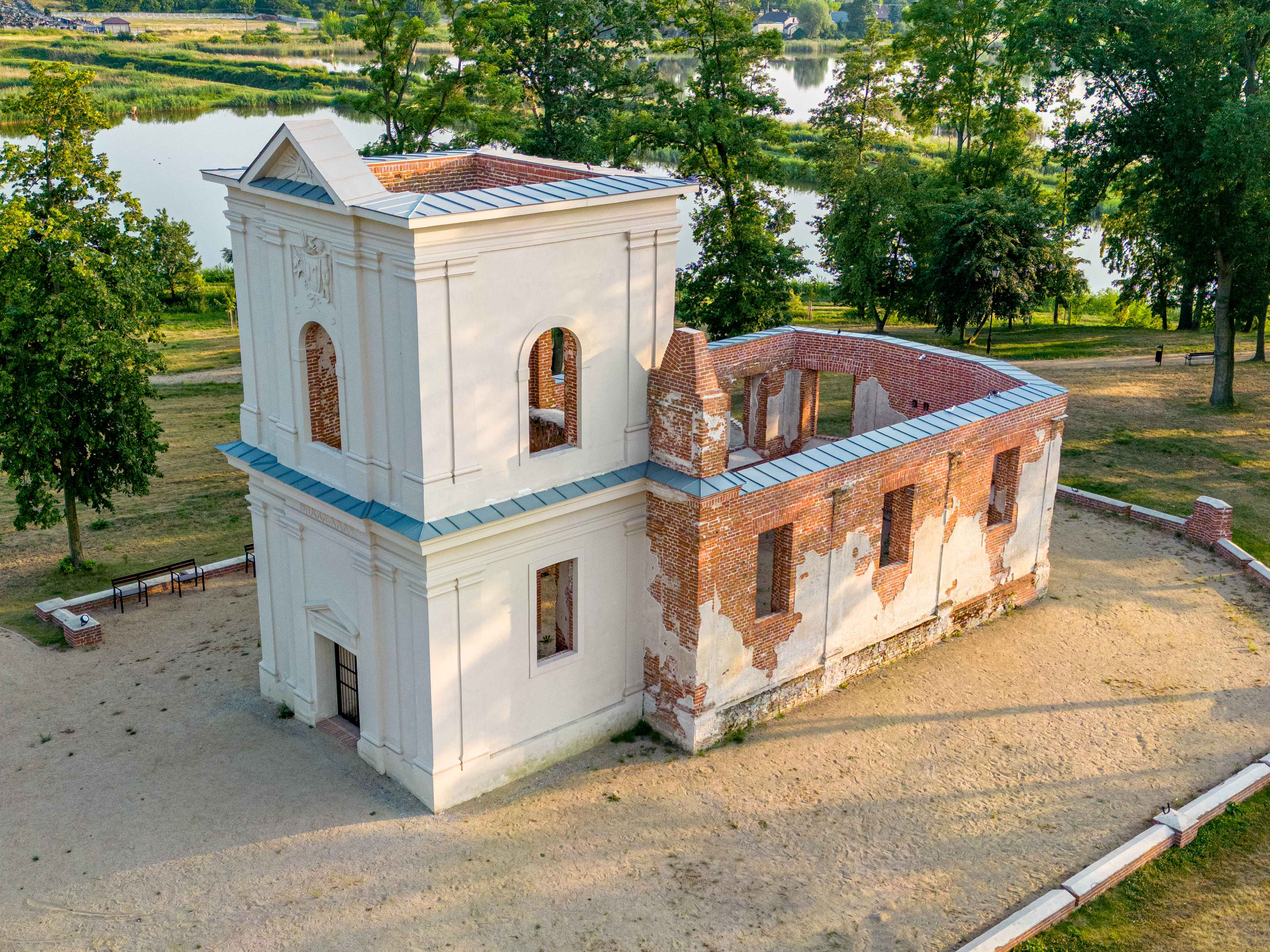
Ruiny zboru kalwińskiego
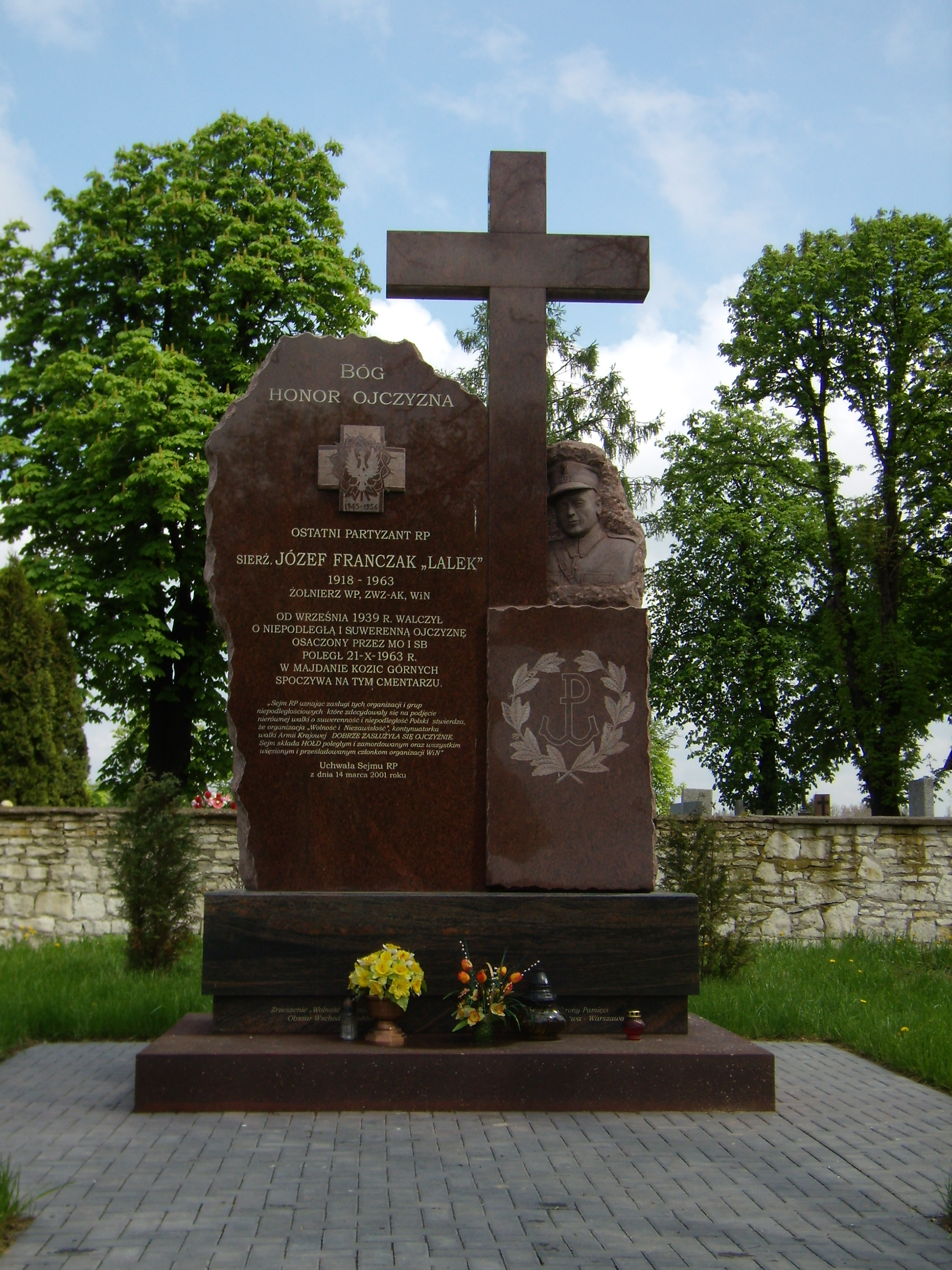
Pomnik sierż. Józefa Franczaka

## Szkolnictwo
- Przedszkola: Miejsko-Gminne Przedszkole
- Szkoły podstawowe: Szkoła Podstawowa im. Mikołaja Kopernika
- Gimnazja: Gimnazjum im. Antoniego Norberta Patka
- Szkoły średnie: Zespół Szkół

## Kultura
W mieście znajduje się centrum kultury, mieszczące się przy ul. Lubelskiej 22. Jego pomieszczenia zajmują między innymi sala kinowa, siłownia oraz Miejska Biblioteka Publiczna.

## Sport
- Klub sportowy LKS Piaskovia Piaski
- UKS Piaski – klub przy szkole podstawowej

Na terenie miasta jest jeden stadion piłkarski, zmodernizowany w związku z wymaganiami stawianymi przed drużynami biorącymi udział w rozgrywkach ligi okręgowej.

## Demografia

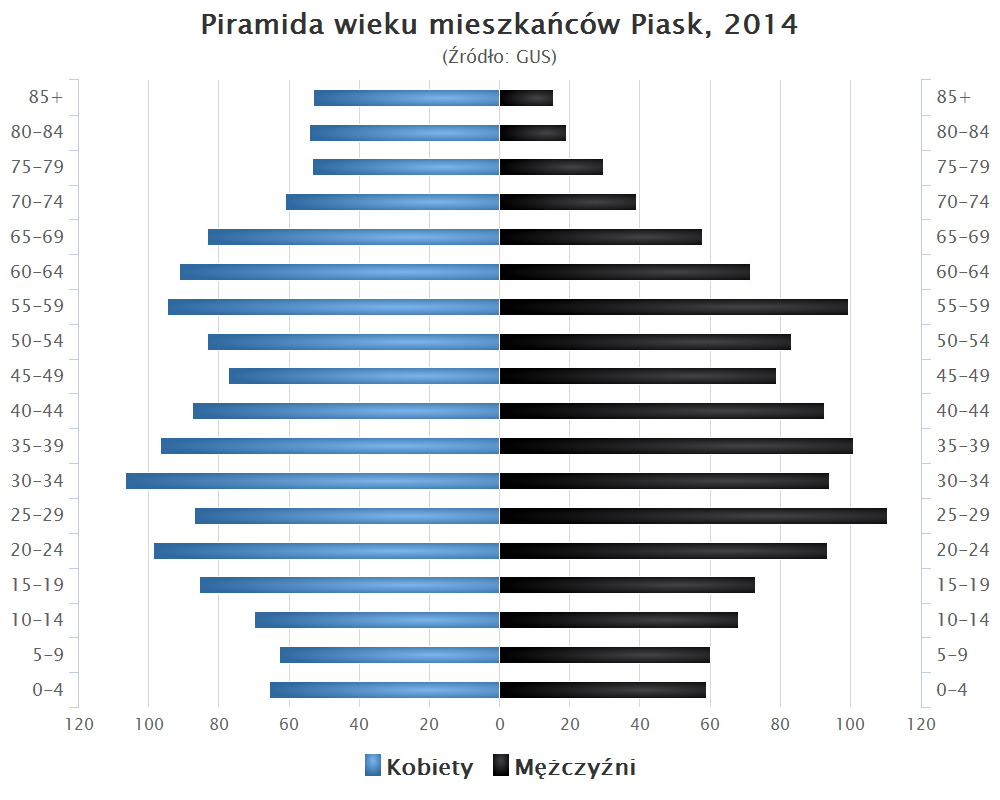
Piramida wieku mieszkańców Piask w 2014 roku

Ludzie związani z Piaskami

## Transport

### Transport drogowy
- 12E373 /S12 Droga krajowa nr 12 (E373)/Droga ekspresowa S12: granica państwa – Łęknica – Żary – Leszno – Kalisz – Sieradz – Piotrków Trybunalski – Radom – Lublin – Chełm – Berdyszcze – granica państwa
- 17E372 /S17E372  Droga krajowa nr 17 (E372)/Droga ekspresowa S17 (E372): Zakręt – Lublin – Zamość – Hrebenne – granica państwa
- 836 Droga wojewódzka nr 836: Bychawa – Piaski
- 837 Droga wojewódzka nr 837: Piaski – Sitaniec

### Publiczny transport zbiorowy
Piaski posiadają bezpośrednie połączenia autobusowe z Lublinem, Warszawą, Krasnymstawem, Żółkiewką, Chełmem, Zamościem, Hrubieszowem i in. Obsługiwane są przez PKS Wschód oraz firmy prywatne.

## Wspólnoty wyznaniowe
- Kościół rzymskokatolicki:
  - parafia Podwyższenia Krzyża Świętego
- Świadkowie Jehowy:
  - zbór Piaski (w tym grupa posługująca się językiem romani (Polska)), (Sala Królestwa ul. Makarewicka 3)[9].